# Mansencôme
Mansencôme é uma comuna francesa na região administrativa de Occitânia, no departamento de Gers. Estende-se por uma área de 4,05 km². Em 2010 a comuna tinha 51 habitantes (densidade: 12,6 hab./km²).